# Boardslide

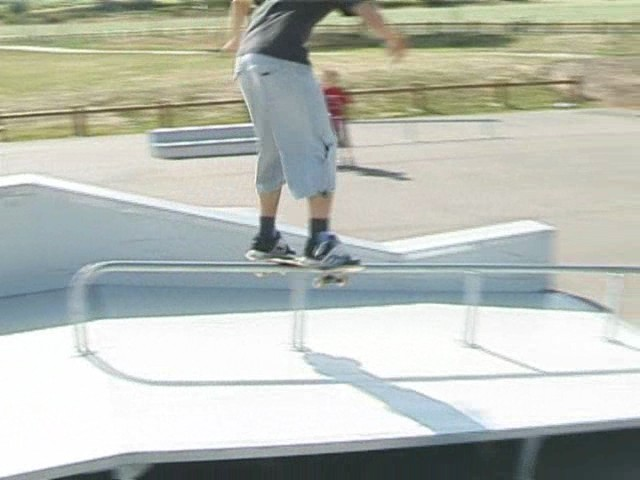
backside boardslide sur un handrail

Le boardslide (prononcez à l'anglaise, "bort'slaïde") est un trick de skateboard. Il fait partie de la catégorie des slides et s'effectue par conséquent sur la partie en bois du skateboard. Un boardslide consiste à faire passer l'essieu avant du skateboard au-dessus d'un obstacle pour faire glisser la partie centrale. Ce tricks va de pair avec le lipslide, qui consiste à faire passer l'essieu arrière par-dessus l'obstacle (variante beaucoup plus difficile).
Il est aussi possible de faire un boardslide en slappy, ce qui signifie « sans faire de ollie ». Pour cela, il faut un rail qui ne soit pas trop haut, ou même qui touche le sol puis monte progressivement. Ainsi, il suffit de rouler, de lever les roues avant et les passer par-dessus la barre, de manière à se positionner en boardslide.
Un darkslide est un boardslide fait avec le skate à l'envers. 